# Mary Ritter Beard
Mary Ritter Beard (5 de agosto de 1876 - 14 de agosto de 1958) fue una historiadora y archivista estadounidense que tuvo un importante rol en el movimiento sufragista femenino. Fue una defensora de la justicia social a través de sus roles educacionales y activistas por los derechos de las mujeres. Escribió numerosos libros acerca del rol de las mujeres en la historia, incluyendo On Understanding Women (1931), America Through Women's Eyes (1933) y Woman As Force In History: A Study in Traditions and Realities (1946). Además colaboró con su esposo, el historiador Charles Beard, en varias de sus obras más distinguidas, destacándose The Rise of American Civilization (1927).

## Primeros años
Mary Ritter Beard nació el 5 de agosto de 1876 en Indianápolis, Indiana, la tercera de seis hermanos y la primera mujer. Sus padres fueron Narcissa Lockwood y Eli Foster Ritter, una pareja conservadora y republicana de origen metodista.
A los 16 años, junto a sus hermanos, Mary Ritter se matriculó en la Universidad DePauw, donde fue miembro de la fraternidad femenina Kappa Alpha Theta. En la universidad estudió ciencia política, idiomas y literatura, y conoció a quien sería su futuro marido, Charles Beard.
Tras graduarse en 1897 Mary comenzó a dictar clases de alemán mientras Charles viajaba a Inglaterra para continuar sus estudios en Oxford. Tras casarse en 1900, Mary lo acompañó a Inglaterra, donde vivieron primero en Oxford y luego en Mánchester, ciudad en que nació su primera hija, Miriam. En 1902 los tres regresaron a Estados Unidos. Se mudaron a Nueva York y comenzaron a trabajar en la Universidad de Columbia. Mientras que Charles continuó sus estudios, Mary abandonó pronto sus estudios en sociología, motivada por su involucramiento en la defensa de los derechos de las mujeres. Su segundo hijo, William, nació en 1907.

## Movimiento sufragista

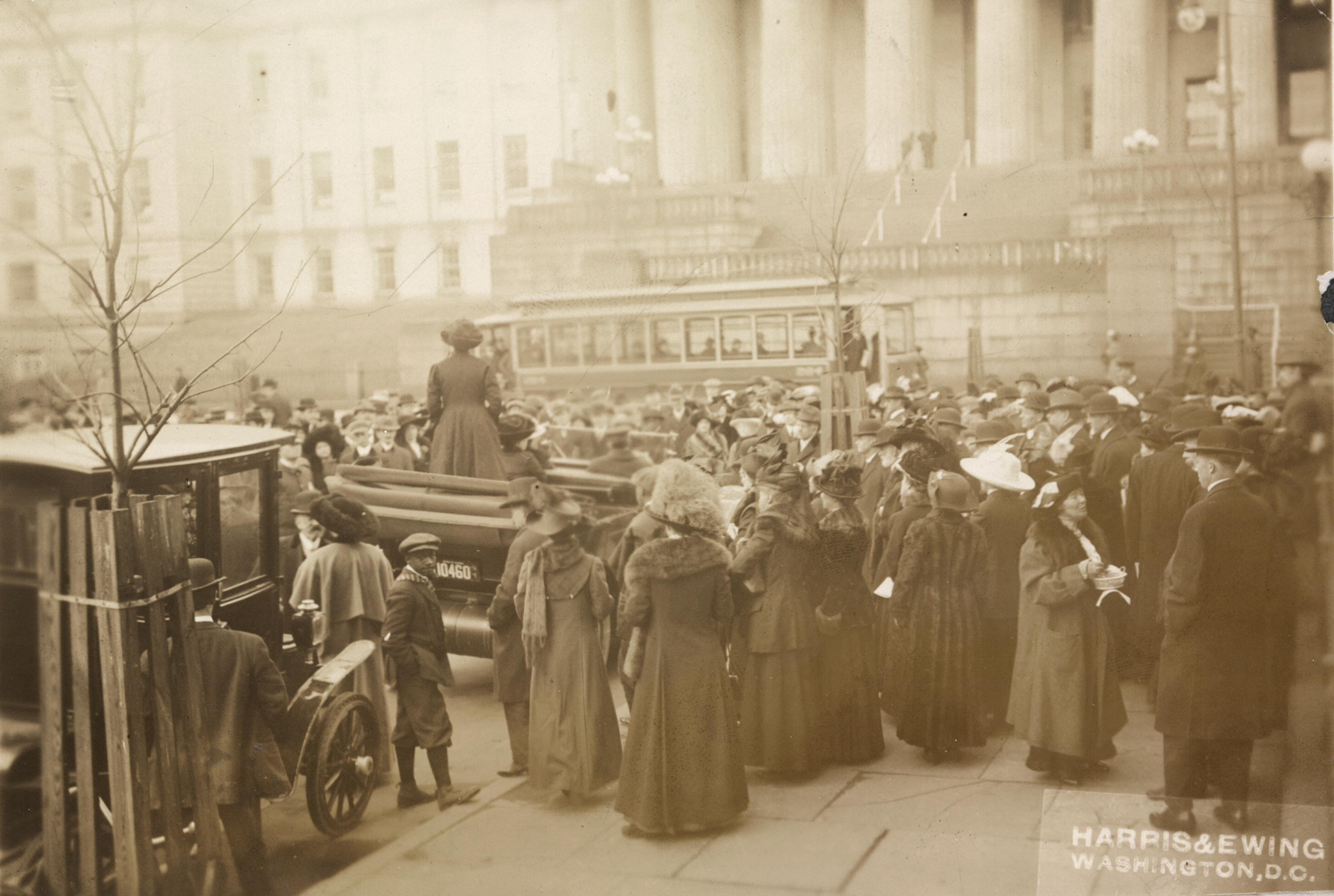
Mary Ritter Beard hablando frente al Congreso en defensa del derecho al sufragio femenino, 1913.

Beard se involucró en el movimiento sufragista a partir de su activismo en organizaciones sindicales femeninas, en las cuales esperaba mejorar las condiciones laborales de las mujeres. Adicionalmente, se unió a la Asociación Nacional de Sufragio Femenino, llegando a ser editora de su periódico, "La votante femenina".
Entre 1913 y 1919 Mary Beard formó parte de la facción radical del movimiento sufragista liderado por Alice Paul. Fue esta joven activista quien convocó a sus filas en lo que luego sería el Partido Nacional de las Mujeres. Aunque su participación en el movimiento continuó durante varios años, lentamente su rol se fue haciendo menos combativo, para ubicarse como una analista social.

## Desarrollo de ideas y cambio de tácticas
Con la exitosa aprobación de la Decimonovena Enmienda a la Constitución de los Estados Unidos, que garantiza el voto a las mujeres, Mary Beard comenzó a concentrarse más en su escritura y el desarrollo de su filosofía acerca de la historia de las mujeres. Junto a su esposo Charles, fue una activa impulsora del movimiento de la "Nueva Historia", que buscaba incluir factores sociales, culturales y económicos teniendo en cuenta la contribución de las mujeres. Beard expandió este concepto, alegando que el estudio apropiado de la "historia larga" de las mujeres, desde la prehistoria a la historia presente, revelaría que las mujeres siempre jugaron un rol central en todas las civilizaciones. Enfatizó que las mujeres eran diferentes a los varones, pero que ese hecho no hacía que la contribución femenina fuera menos valiosa sino que no había sido reconocida. Beard se opuso a las feministas de su época, argumentando que veían la historia como una de opresión y que su meta de lograr la igualdad con los hombres, que buscaban por medio de luchas como la Enmienda de Igualdad de Derechos, no era adecuada. Para Mary Beard, las mujeres debían proveer algo diferente y más beneficioso a la sociedad, debían aportar "cultura y civilización".  Intentó enseñar a las mujeres su historia por medio de sus escritos, y cuando sintió que no lo lograba modificó sus tácticas. 

### Archivos
Con la ayuda de la pacifista y feminista Rosika Schwimmer, Beard fundó el Centro Mundial para los Archivos de las Mujeres (World Center for Women’s Archives) en 1935. Como directora, Beard esperaba no solo recoger cualquier tipo de registros realizados por mujeres, sino también establecer una institución educativa, un lugar que pudiera ayudar a escribir la historia y la educación de las mujeres. En un principio el Centro recibió una importante publicidad, recogió numerosos materiales, inspiró la conservación de registros, generó interés en la historia de las mujeres y fue respaldado por Eleanor Roosevelt. Finalmente, derivó en la creación de la Biblioteca Arthur y Elizabeth Schlesinger de Historia de las Mujeres en América, en Radcliffe College, y en la Colección Sophia Smith del Smith College. Sin embargo, el Centro nunca estuvo a la altura de las expectativas de Beard, quien lo dirigió durante cinco años mientras trataba con una multitud de intereses en conflicto. Tras su renuncia en 1940, el Centro fue cerrado dos meses después, en gran parte debido a los conflictos internos así como a la falta de fondos para su financiación.

### Crítica a la Enciclopedia Británica
Tras la disolución del Centro, el siguiente proyecto de Beard fue un análisis de la representación de las mujeres de la Enciclopedia Británica, junto a un equipo de académicas (Dora Edinger, Janet A. Selig y Marjorie White). Beard y sus colegas trabajaron en su informe durante 18 meses y en noviembre de 1942 se lo entregaron a Walter Yust, editor de la Enciclopedia. Sin embargo, las recomendaciones del informe fueron ignoradas, más allá del interés expresado por Yust y sus aseveraciones de que serían incluidos en la Enciclopedia. Beard se sintió decepcionada por el esfuerzo, y en una carta de 1947 sugirió que las mujeres no deberían seguir escribiendo para la Enciclopedia Británica. 
El informe incluía recomendaciones sobre artículos existentes así como sugerencias para redactar nuevos. Por ejemplo, las autoras notaron que el tratamiento del aborto no era lo suficientemente abarcativo, sino más bien se trataba como una cuestión moral. Para ellas, el aborto era una cuestión política, de salud, médica y social. El informe también remarcaba que el artículo sobre la educación era demasiado masculino, se preguntaba por qué no existía una entrada para "Reina" y por qué no se incluía a las mujeres en el tratamiento de la salud y la medicina.

## Muerte y legado
A pesar de la pasión de Beard por el proyecto de archivos y su extenso trabajo de adquisición de documentos históricos de las mujeres de todas las épocas de la historia, ella y su esposo destruyeron prácticamente todos sus manuscritos antes de morir. También solicitaron en su testamento que sus hijos no publicaran ninguna de sus cartas. 
Mary Beard falleció el 14 de agosto de 1958 y fue enterrada junto a su marido, que había fallecido una década antes, en el Cementerio Ferncliff, ubicado en Hartsdale, Condado de Westchester, Nueva York.